# بوبي توماس (دراج)
بوبي توماس (بالإنجليزية: Bobby Thomas)‏ هو دراج أمريكي، ولد في 7 سبتمبر 1912 في كينوشا في الولايات المتحدة، وتوفي في 12 نوفمبر 2008 في فينيكس في الولايات المتحدة.

## وصلات خارجية
- بوبي توماس على موقع أوليمبيديا (الإنجليزية)